# 비안고등학교
비안고등학교는 경상북도 의성군 비안면에 있었던 공립 고등학교이다.

## 연혁
- 1975년 5월 12일 : 개교 및 비안중학교 병설
- 2008년 3월 1일 : 폐교[1]

## 같이 보기
- 비안중학교
- 경북중부중학교